# 有明湯江駅
有明湯江駅（ありあけゆええき）は、長崎県島原市有明町湯江甲にある島原鉄道島原鉄道線の駅である。

## 歴史
- 1919年（大正8年）5月6日：湯江駅（ゆええき）として開設[1]。
- 1934年（昭和9年）：鉄道省が有明線湯江駅（現・JR長崎本線）を開設したため島鉄湯江駅（しまてつゆええき）に改称[2]。
- 1966年（昭和41年）3月1日：業務委託駅化。
- 1968年（昭和43年）3月31日：貨物取扱廃止。
- 1968年（昭和43年）8月30日：交換設備撤去。
- 2000年（平成12年）4月1日：業務委託廃止に伴い、無人駅化[3]。
- 2019年（令和元年）10月1日：有明湯江駅（ありあけゆええき）に改称[4]。

## 駅構造
単式ホーム1面1線を有する地上駅。線路はほぼ北西から南東に走り、ホームは線路の北東側にある。1階建駅舎がホームのほぼ中央、北側に接して設置され、内部には多比良町方から順にトイレ、待合所、駅事務室がある。無人駅。
事務室の窓にはブラインドが降り、待合所側に設設置された出札窓口はシャッターが閉じたままの状態となっている。なお、自動券売機や自動改札は設置されていない。

## 利用状況
2018年度の年間乗車人員は17,778人、降車人員は21,162人であった。
近年の年間乗車人員、降車人員の推移は以下の通り。
| 年度               | 年間 乗車人員 | 年間 降車人員 |
| ------------------ | ------------- | ------------- |
| 2000年（平成12年） | 43,614        | 47,814        |
| 2001年（平成13年） | 46,792        | 49,911        |
| 2002年（平成14年） | 43,349        | 46,623        |
| 2003年（平成15年） | 38,431        | 42,958        |
| 2004年（平成16年） | 35,831        | 40,152        |
| 2005年（平成17年） | 31,409        | 34,656        |
| 2006年（平成18年） | 26,630        | 28,144        |
| 2007年（平成19年） | 26,561        | 27,618        |
| 2008年（平成20年） | 20,543        | 25,232        |
| 2009年（平成21年） | 19,327        | 23,579        |
| 2010年（平成22年） | 18,663        | 23,470        |
| 2011年（平成23年） | 17,513        | 22,564        |
| 2012年（平成24年） | 17,751        | 21,669        |
| 2013年（平成25年） | 19,612        | 23,251        |
| 2014年（平成26年） | 21,663        | 25,039        |
| 2015年（平成27年） | 18,141        | 22,595        |
| 2016年（平成28年） | 16,922        | 20,969        |
| 2017年（平成29年） | 17,240        | 20,018        |
| 2018年（平成30年） | 17,778        | 21,162        |

## 駅周辺
駅の南側および北側に集落が立地し、人家が多い。
- まるたか生鮮市場有明店
- 南高湯江郵便局
- 島原市立湯江小学校
- 国道251号

## 隣の駅
島原鉄道
■島原鉄道線
多比良駅 - 有明湯江駅 - 大三東駅